# 能源科学
能源科学是对能源进行研究的科学。

## 研究领域
- 能源化學
- 能源技術
- 儲能技術
- 節能技術
- 能源經濟學
- 能源系統工程
- 動力工程
- 動力機械工程
- 熱工學
- 電工學
- 電器工程

- 一次能源
- 二次能源
- 再生能源
- 清洁能源